# بيريهوميت (تشيرنيفيتسكا)
بيريهوميت (Берегомет) هي مدينة في مقاطعة تشيرنيفيتسكا في أوكرانيا.
يبلغ عدد سكانها حوالي 8378 نسمة.